# JR West série 125
La série 125 (125系, 125-kei) est un type de rame automotrice exploitée par la compagnie West Japan Railway Company (JR West) dans la région du Kansai et de la cote nord ouest du Japon.

## Aperçu
Ce modèle a été introduit pour coïncider avec l'électrification de la ligne Obama, et est la deuxième nouvelle voiture de l'ensemble des groupes JR à être utilisée en service commercial avec un train à une caisse et à double cabine, après la série 7000 de la JR Shikoku .
Jusqu'à présent, les lignes locales électrifiées sous la juridiction de JR West utilisaient souvent des voitures de type suburbain fabriquées à l'époque des Chemins de fer nationaux japonais (JNR), qui ont été modifiées en raccourcissant la longueur des rames (en retirant des caisses) et en modernisant l'intérieur. Cependant, des subventions issu des collectivités locales ont été accordées pour les travaux d'électrification des lignes Obama et Kakogawa , et par conséquent , un nouveau modèle a été mis en service. Ces trains ont été développées sur la base du concept de voitures pour réseaux urbains , dans le but d' économiser l'énergie et d'améliorer l'efficacité opérationnelle et le confort.
L'introduction de cette série 125 a réduit les temps de trajet entre la gare de Tsuruga et la gare d'Obama de 7 minutes, entre la gare d'Obama et la gare de Higashi-Maizuru de 3 minutes et entre la gare de Kakogawa et la gare de Nishiwakishi de 5 minutes.
La JR West classe rigoureusement les trains électriques destinés au service local en trains de banlieue et trains peri-urbain, selon les caractéristiques du train et du tronçon. Cependant, à l'époque, JR West suivait essentiellement la classification des types de véhicules utilisée à l'époque de la JNR. Par conséquent, les séries dont le deuxième chiffre est « 2 » dans la classification des types de véhicules, étaient normalement classées comme trains de banlieue. Cependant, ce modèle a été fabriqué pour l'électrification des lignes Obama et Kakogawa, et comme les voitures qu'il a remplacées étaient des autorails diesel polyvalents, il est exceptionnellement classé comme type polyvalent, comme type standard pour les lignes locales.

## Description
Il n'y a qu'une seule voiture (CMC) par formation , le type Kumoha 125 ,qui possède une structure à double cabine. Un maximum de cinq voitures peuvent être connectées ensemble soit une UM5.

### Extérieure
Le train utilise une structure légère en acier inoxydable inspirée de la carrosserie de la série 223-2000 , avec une cabine double permettant la circulation en voiture individuelle. Deux portes coulissantes doubles sont situées de chaque côté, immédiatement derrière la cabine, mais il est également possible d'en ajouter une au centre. En effet, les parties latérales de la carrosserie des voitures intermédiaires de la série 223-2000 sont réutilisées telles quelles. La disposition des fenêtres est tout comme celle de la série 223, qui constitue la structure de base. La carrosserie présente une bande vert émeraude sous la vitre avant et celle en dessous des vitres latérales est bicolore vert émeraude + gris.
L'avant, de type intercirculation, est très différent de celui de la série 223 et présente une petite fenêtre verticale près de la cabine de conduite. Il est équipé du même avertisseur sonore musical et du même klaxon que la série 207. Cependant, ce modèle n'est pas équipé d'un capot antichute , contrairement aux trains de banlieue de JR West, par exemple comme la série 521 .

### Intérieure
Intérieur inspiré de la série 223, un siège longitudinal trois places a été installé près de la porte avant. L'espace prévu pour l'ajout de la porte centrale a été baptisé « Espace Yutori » et ne comportait initialement aucun siège.
Après la mise en service, des plaintes ont été reçues concernant le faible nombre de sièges, et les voitures de la ligne Obama (1 à 8) ont été converties en sièges transversaux ,2 + 2, aux frais de la communauté locale entre décembre 2003 et janvier 2004. Des sièges ont également été installés dans des espaces supplémentaires.
Des toilettes de style occidental, accessibles aux UFR, sont installées à côté de la porte arrière. En face des toilettes se trouve un espace UFR, équipé d'un panneau chauffant fixé au mur. Les fenêtres sont en verre gris traité anti-UV.

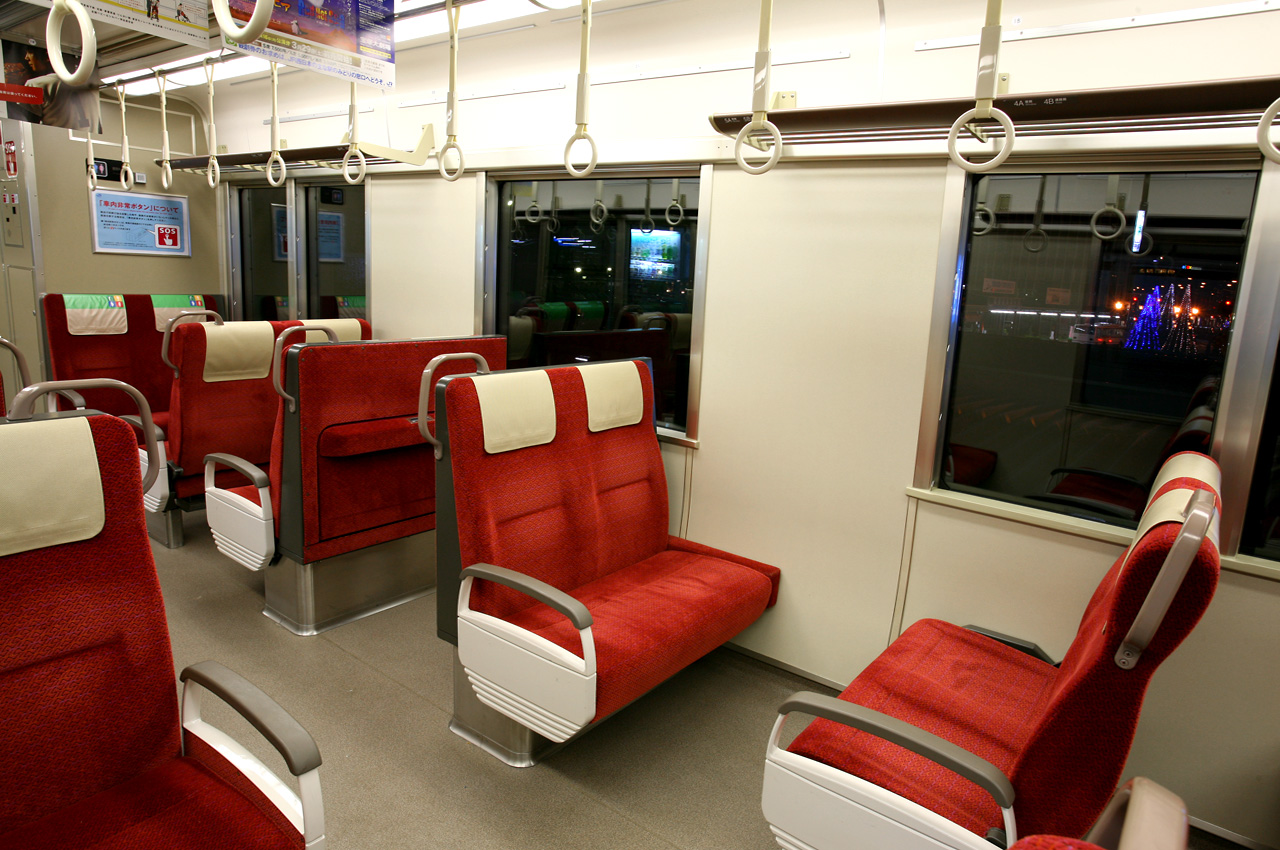
interieur d'une serie 125

### Caractéristiques techniques
La plupart des trains étant exploités avec une seule voiture (en US), l'équipement est doublé pour faire de la redondance ,et éviter une inopérabilité immédiate en cas d'accident ou de panne.
Le système de commande est un système 1C1M dans lequel un moteur est piloté par un onduleur PWM - IGBT VVVF fabriqué par Toyo Denki . Même en cas de défaillance de l'un des deux systèmes de commande, l'exploitation peut se poursuivre grâce à l'autre . De plus, un sélecteur de performance permet de coupler le train aux séries 207, 221 , 223, etc. 
Le moteur principal est un moteur à induction triphasé à cage d'ecureuil type WMT102B-T avec une puissance nominale de 220 kW sur 1 heure.
Les freins sont des freins pneumatiques à commande électrique avec freinage régénératif , et des freins de sécurité sont installés sur chaque bogie dans un système séparé basé sur le concept de sécurité intégrée pour assurer la redondance .
L'alimentation auxiliaire est équipée de deux SIV (WSC39 : 120 kVA).
Le pantographe est de type mono-bras type WPS28A, en acier inoxydable. Les voitures numéros 7, 8, 11, 12, 16-18 sont équipées de deux pantographes ,dont un de dégivrage à l'arrière. Au moment de l'achèvement du premier lot de voitures, seules les voitures 7 et 8 étaient équipées de pantographes de dégivrage , et par conséquent, après l'électrification de la ligne Obama à l'hiver 2003 , des perturbations de transport dues au gel des caténaires se sont produites fréquemment.
Les bogies sont ,un bogie moteur (WDT59A) à l'avant, et un bogie poteur (WTR243B) à l'arrière. Bien qu'il s'agisse d'un train mono-caisse, le rapport MT est de 1:1. Tous deux sont des bogies légers sans traversin.
En raison de la capacité des sous-stations et de l'état des voies, la vitesse maximale de fonctionnement sur les lignes Obama et Kakogawa est de 85 km/h, tandis que la vitesse maximale de fonctionnement sur d'autres lignes, telles que la ligne principale Hokuriku, est de 120 km/h.

## Affectations

### Ligne Obama

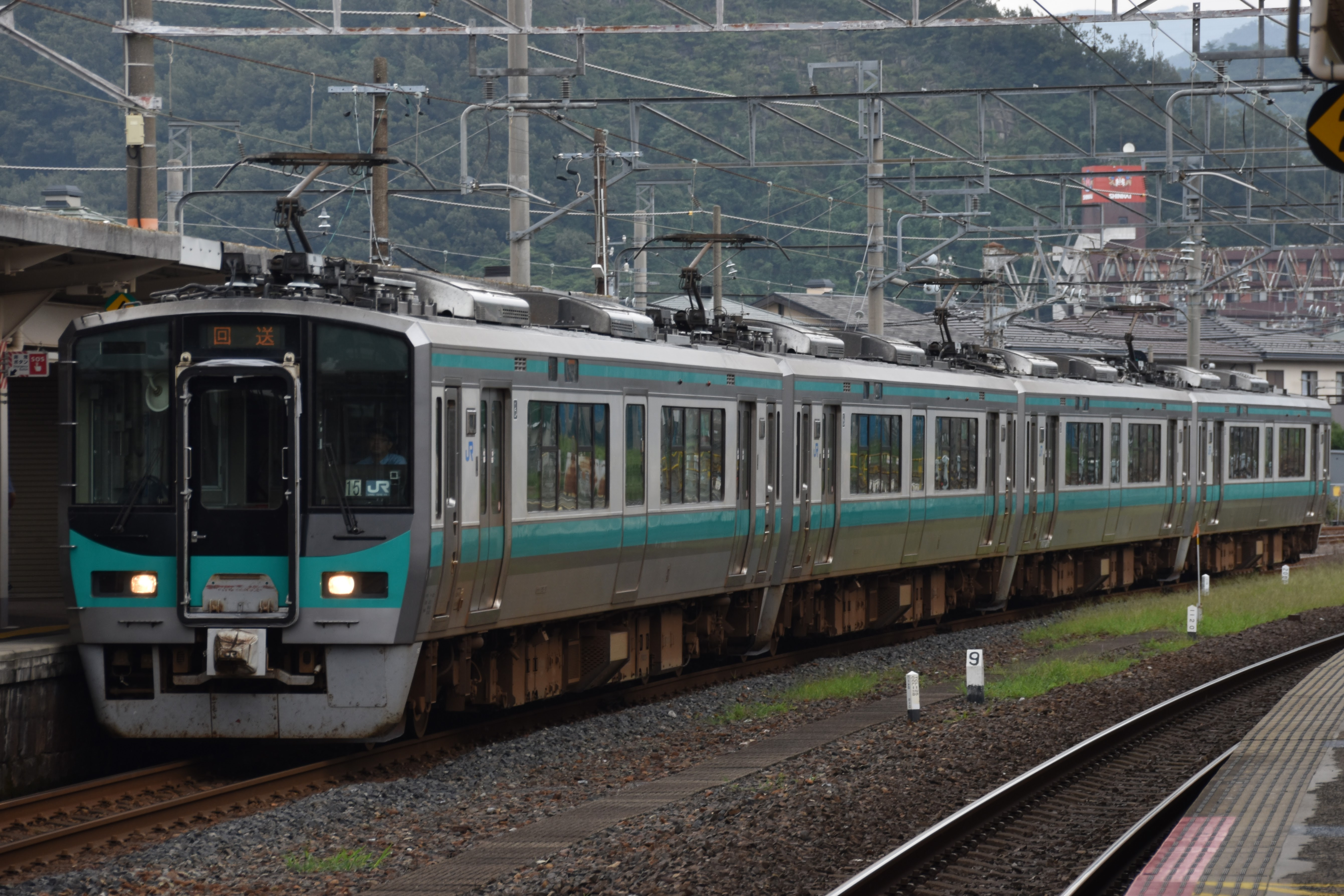
UM4 de serie 125 a Tsuruga (terminus de la ligne obama)

Au 1er octobre 2024, il y avait 14 voitures de classe F (1-8, 13-18) à la succursale de Tsuruga du dépôt de matériel roulant de Kanazawa. Elles sont principalement utilisées sur la ligne Obama. Auparavant, elles étaient exploitées avec un maximum de quatre voitures, mais a partir du 16 mars 2024, elles sont toutes exploitées avec deux voitures.
En exploitation commerciale normale, les portes passagers sont toujours semi-automatiques.
Avec l'introduction du 3e lot, les rames de quatre voitures de la série 113, prévues pour circuler une fois par jour aux heures de pointe du matin sur la ligne Obama, ont été retirées du service. Cependant, la série 521 a également été utilisée du 14 mars 2009 au 12 mars 2010. Elle a ensuite été utilisée comme substitut. La série 125 a ensuite été modifiée pour intégrer le dispositif ATS-P embarqué derrière les toilettes. En conséquence, le nombre de places assises a été réduit de deux places et la fenêtre adjacente aux toilettes a été recouverte d'une plaque extérieure en acier inoxydable.
De 2015 à 2020 , le train F18 « Obamasen Character No. 6 » (KuMoHa 125-18) était en service, décoré de mascottes locales le long de la ligne.
Le 18 mars 2023, le service a repris entre la gare de Nishi-Maizuru et la gare de Fukuchiyama pour la première fois en 17 ans.
À partir du 25 août 2024 (Reiwa 6), le F17 (Kumoha 125-17) sera exploité sous le nom de train « Saba-go » (Saba-go), enveloppé dans un design Saba. Le service fonctionnera jusqu'en 2029 environ (Reiwa 11),.

### Ligne Kakogawa

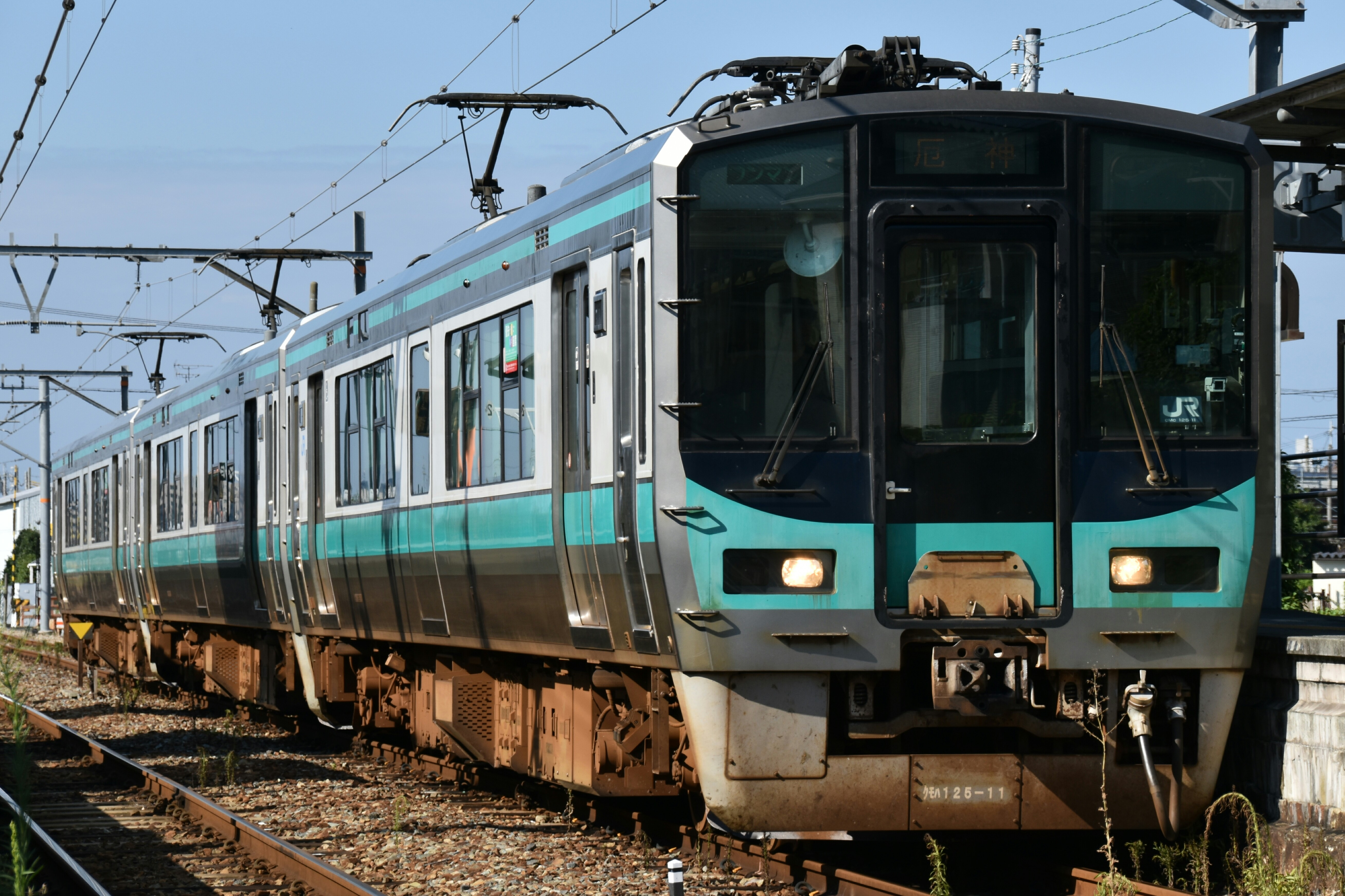
UM3 de série 125 sur la ligne kakogawa

À compter du 1er octobre 2024, quatre trains de type N (9 à 12) sont affectés au dépôt de Kakogawa, branche d'Aboshi. Ils sont exploités sur la ligne de Kakogawa avec les série 103-3550 , et pratiquement tous les trains entre les gares de Nishiwakishi et de Tanigawa sont exploités par cette série (bien qu'il existe des cas où les série 103 soient substitués aux trains de serie 125 ,lors de leur inspections, etc.). Ils sont exploités dans un maximum de formations de trois voitures (UM3). Les inspections et la maintenance sont effectuées au dépôt Kakogawa.

## Modélisme
La série 125 a été produite par MicroAce

## Galerie photos

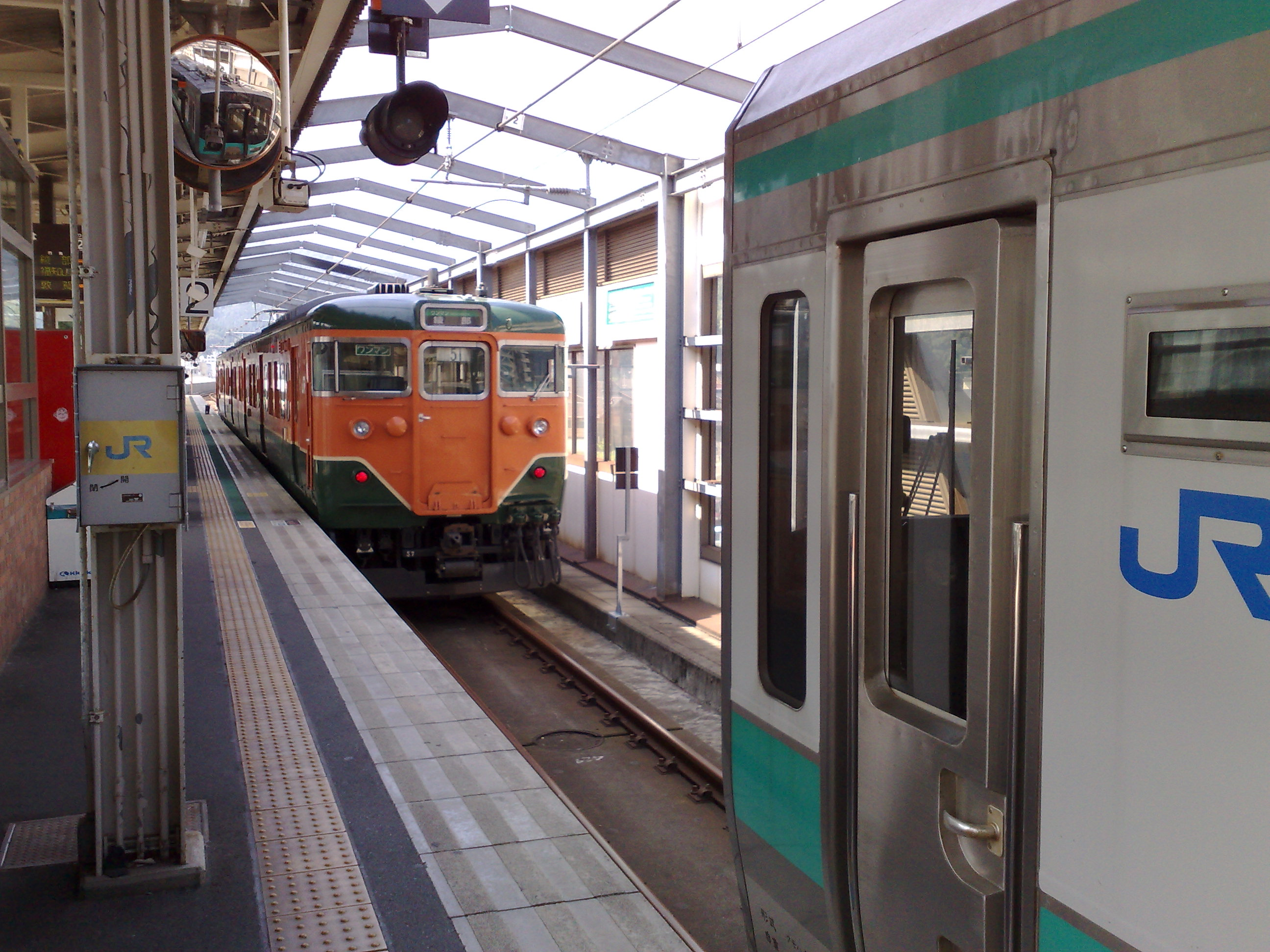
Une série 125 faisant face a une serie 115